# طائر باخمان واربيل
طائر باخمان و اربيل، يعرف ايضا ا باسم "الأربيل الباخماني" (بالانجليزية - Bachmann's Warbler )، هو طائر من فصيلة الباخمانيات الذي يتبع للجنس "باخمان" والذي يضم أربعة أنواع . يعيش هذا الطائر في الغابات شبه الاستوائية والمدارية في جنوب شرق آسيا، أي مناطق تايلاند وماليزيا وسنغافورة وإندونيسيا.  

## وصف الطائر
طائر باخمان وأربيل هو طائر صغير الحجم، يتراوح طوله بين 15 إلى 17 سنتيمترًا.
يتميز بمبنى جسمه حيث يمتلك جسم صغير ورأس كبير نسبًة لجسمه، ذيله طويل ومستدير، ريشه ذو ألوان جميلة و زاهية ومتنوعة تتراوح بين الأخضر، الأصفر، البرتقالي والأحمر، الأمر الذي يجعله طائرًا جميل المنظر و ملفت للنظر.
كانت تعتبر طيور جميلة نظرا لالوان ريشها الزاهية حيث يمتلك ريش زاهي الألوان يجذب الانتباه ويسهل عليه الاندماج في البيئة الغابية. يتميز بصوته الجميل والمميز الذي يمكن أن يكون متنوعًا باختلاف أنواعه ( أربعة أنواع )، له منقار صغير مدبب يساعده على التغذية على الفواكه و الحشرات، وهو يعتبر طائرًا نشيطًا وحيويًا.

## الانقراض
طائر باخمان واربيل، اكتشفوا هذا الطائر لأول مرة في عام 1832، في ولاية كارولينا الجنوبية من قبل المستكشف و العالم " جون باخمان " كان يعيش في البر الرئيسي لماليزيا و جزيرة سنغافورة، كانت تعتبر هذه الطيور منتشرة نسبيا في المناطق المعتدلة الغابية و الغابات الاستوائية الرطبة. و كان الإنسان  سبب الانقراض لهذه الطيور بسبب القضاء على أعشاشها أثناء استصلاح المستنقعات والغابات لزراعتها و تحطيم الاراضي الزراعية. 
انقرض الطائر في أواخر القرن التاسع عشر وأوائل القرن العشرين. وكما ذكر أعلاه فإن فقدان الغابات الاستوائية الرطبة والضغوط البشرية على البيئة هي الأسباب الرئيسية وراء انقراض هذا النوع من الطيور.

## أصل تسميته
تسمية باخمان وأربيل قد تكون مأخوذة من اللغة المحلية في المناطق التي كانت تعيش فيها هذه الطيور، على اسم المستكشف و العالم" جون باخمان" الذي اكتشفه.

## التطور
يعود تاريخ تطور باخمان وأربيل إلى ملايين السنين، حيث تطورت العديد من السمات الخاصة بها لتناسب بيئتها الطبيعية وطريقة حياتها.

## السلوك والبيئة الحياتية
كانت باخمان وأربيل تعيش في الغابات الاستوائية الرطبة والمناطق المعتدلة الغابية. كانت تعيش على الأغصان العالية في الغابات، كانت تعيش في مجموعات صغيرة أو أزواج، وكانت تصدر أصواتًا مميزة للتواصل مع بعضها البعض.

## النظام الغذائي
يتكون نظام غذاء باخمان وأربيل بشكل رئيسي من الفواكه والحشرات، حيث كانت تتغذى على الفاكهة المستوية والحشرات الصغيرة التي تجدها في الغابات, ايضا قد يكون لها دور في نشر بذور الفواكه التي تتغذى عليها في الغابات .

## العلاقة مع البشر
تأثير البشر على بيئتها الطبيعية كان سلبيا بسبب استصلاح الأراضي وتدمير الغابات .